# Zernograd
Zernograd (en russe : Зерногра́д) est une ville de l'oblast de Rostov, en Russie, et le centre administratif du raïon de Zernogrod. Sa population s'élevait à 26 050 habitants en 2013.

## Géographie
Zernograd est située à 61 km — 76 km par la route — au sud-est de Rostov-sur-le-Don.

## Histoire
Zernograd a d'abord été un simple arrêt, nommé Verblioud (Верблю́д), sur la voie ferrée Rostov-sur-le-Don – Torgovaïa. Elle devient une commune urbaine en 1933 sous le nom de Zernovoï (Зерново́й). En 1951 enfin, elle reçoit le statut de ville et le nom de Zernograd.

## Population
Recensements (*) ou estimations de la population
| 1939* | 1959*  | 1970*  | 1979*  | 1989*  |
| ----- | ------ | ------ | ------ | ------ |
| 8 774 | 15 634 | 20 324 | 25 270 | 26 097 |

| 2002*  | 2010*  | 2012   | 2013   | - |
| ------ | ------ | ------ | ------ | - |
| 28 840 | 26 842 | 26 450 | 26 050 | - |

## Galerie
|  |  |  |

|  |